# Cratere Yaodian
Yaodian è un cratere sulla superficie di Marte.